# Marginella gloriosa
Marginella gloriosa is een slakkensoort uit de familie van de Marginellidae. De wetenschappelijke naam van de soort is voor het eerst geldig gepubliceerd in 1884 door Jousseaume.